# Plymouth (Minnesota)
Pour les articles homonymes, voir Plymouth.
Plymouth est une ville américaine du comté de Hennepin dans le Minnesota. Banlieue de la région métropolitaine de Minneapolis-Saint Paul, la ville se trouve à environ 16 km à l'ouest du centre-ville de Minneapolis. Lors du recensement de 2020, la population était de 81 026 habitants.